# Tanda (danse)
Pour les articles homonymes, voir Tanda.
Dans le tango argentin, la tanda est, au cours d’une milonga (bal), une suite de trois, quatre ou cinq morceaux de musique (tangos, milongas ou valses) partageant un même style, une même couleur musicale, et pendant lesquels les danseurs ne changent en général pas de partenaire. Les tandas sont séparées par des cortinas, qui sont de courts morceaux ou des extraits de morceaux sans rapport particulier avec le tango, pendant lesquels la plupart des danseurs quittent la piste et, éventuellement, changent de partenaire.
Souvent, une tanda est constituée de morceaux d'un même orchestre, d'une même époque et, éventuellement, avec le même chanteur. Dans une même tanda, certains DJ préconisent d'alterner pièces instrumentales et morceaux chantés ; d'autres préfèrent que les morceaux soient tous instrumentaux ou tous chantés.
Les deux tandas successives de tangos seront de styles différents.